# 7425 Lessing
7425 Lessing este un asteroid din centura principală de asteroizi.

## Descriere
7425 Lessing este un asteroid din centura principală de asteroizi. A fost descoperit pe 2 septembrie 1992 la Observatorul La Silla de Eric Walter Elst. El prezintă o orbită caracterizată de o semiaxă mare de 2,41 ua, o excentricitate de 0,18 și o înclinație de 3,5° în raport cu ecliptica.